# Acté
Acté, A-21, és una òpera en quatre actes composta per Joan Manén sobre un llibret del mateix compositor inspirat en una obra d'Emilio Castelar. Es va estrenar al Gran Teatre del Liceu de Barcelona el 3 de desembre de 1903, dirigida per Joan Manén.
Abans de l'estrena, Manén va haver de conviure amb un entorn molt desfavorable per part de molts músics de l'orquestra, alguns dirigents del Liceu i certes personalitats de la burgesia catalana que no creien en el talent del jove compositor de vint-i-un anys. Un altre dels motius pels quals Acté no va tenir una bona rebuda del públic va ser l'exigència per part del Liceu d'aprofitar els decorats de l'òpera Nerone d'Anton Rubinstein, que en la seva estrena de l'any 1898, que va tenir tan poc èxit que es va haver de treure de cartell.
L'òpera va tenir una rebuda tèbia per part del públic i la crítica i es va haver d'aturar al cap de quatre funcions. Així i tot, alguns músics com Felip Pedrell o Joan Lamote de Grignon -a la Revista Musical Catalana.- van defensar l'obra i l'autor.
El 1908 va ser estrenada amb extraordinari èxit de crítica i públic a Dresden sota la direcció d'Ernst von Schuch. Després el 1910 es va representar a Colònia i Wiesbaden, el 1911 a Leipzig i el 1914 a Karlsruhe.
El 1928, Manén la va refer canviant fins i tot el nom a Neró i Acté. Aquesta versió s'estrenà de forma absoluta el 28 de gener de 1928 al Teatre d'Òpera de Karlsruhe i al Gran Teatre del Liceu el 15 de febrer de 1933 i també es va poder veure a Hèlsinki.